# Burghaun
Burghaun ist eine Marktgemeinde im osthessischen Landkreis Fulda.

## Geografie
Die Gemeinde Burghaun liegt mit ihren Ortsteilen inmitten der hessischen Kuppenrhön, auch bekannt als das Hessische Kegelspiel – der nördlichste Teil der hessischen Rhön. Die neun Basaltkegel bilden aus der Luftperspektive betrachtet eine Rosettenformation, die mit der „Kegelkugel“ – dem Stoppelsberg – der Landschaftsformation ihren Namen gibt. Geologisch liegt Burghaun mit den umliegenden Gemeinden in einem urzeitlichen Binnenmeer, was bei vielen Wanderungen rings um Burghaun an verschiedenen Sediment-Formationen zu erkennen ist.
Burghaun liegt im Tal der Haune, einem Nebenfluss der Fulda, und ist durch deren Flussverlauf geprägt.

### Nachbargemeinden
Burghaun grenzt im Norden an die Gemeinden Haunetal (Landkreis Hersfeld-Rotenburg) und Eiterfeld, im Osten und Süden an die Stadt Hünfeld und im Westen an die Stadt Schlitz (Vogelsbergkreis).

### Gliederung
Die Gesamtgemeinde Burghaun besteht aus den Ortsteilen (und benannten Ortsbezirken)
- Kerngemeinde Burghaun
- Großenmoor
- Gruben
- Hechelmannskirchen
- Hünhan
- Langenschwarz
- Rothenkirchen
- Schlotzau
- Steinbach.

Weiterhin gibt es die Weiler Klausmarbach, Mahlertshof und Hartmannshöhe, die keinen Status als Ortsteil haben.

## Geschichte

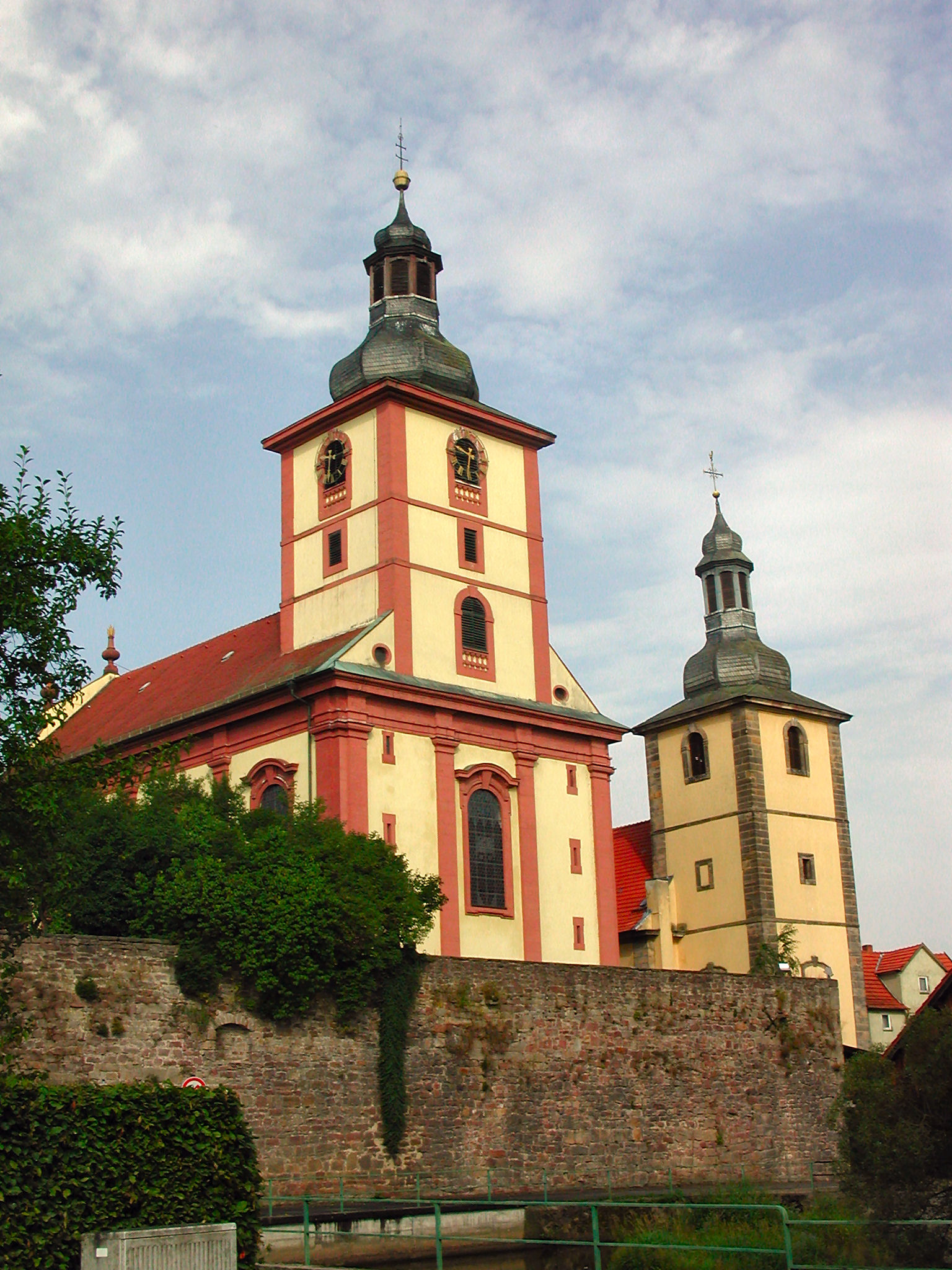
Barocke Kirchen von der Haune aus gesehen, mit noch erhaltenen Befestigungsmauern der Burg

Die älteste  bekannte urkundliche Erwähnung ist datiert auf das Jahr 1262, jedoch wird die Gründung auf das 9. Jahrhundert geschätzt. Die ortsansässigen Herren von Haune lagen in häufiger Fehde mit den Fürstäbten zu Fulda, was ihnen dort den Ruf als Raubritter einbrachte.
Teilweises Stadtrecht erhielt Burghaun im 14. Jahrhundert. Die Stadt Burghaun bestand aus den Gebäuden der heutigen „Stadtstraße“, der evangelischen Kirche sowie dem Torhaus, das der einzige Zugang durch die Stadtmauer war. Die Mauer ist heute nur noch in kleinen Teilen existent. Das Dorf bestand aus den übrigen Häusern und Höfen. Burghaun verlor das Stadtrecht am 23. Februar 1854 durch einen Erlass der kurhessischen Regierung der Provinz Fulda.
Der nördliche Teil des Fuldaer Landes ist bis heute von Reformation und Gegenreformation geprägt. Der Grundsatz cuius regio, eius religio („die Konfession der Herrschaft ist auch die der Untertanen“) regelte die Religionszugehörigkeit. Besonders wird dies bei den direkt nebeneinander stehenden Burghauner Kirchen sichtbar.
Einer Legende nach soll der Fürstabt zu Fulda den Burghauner Bürgern, die seinerzeit mehrheitlich dem protestantischen Glauben anhingen, zur Versöhnung den Bau einer Gemeindescheune auf dem Gelände der alten Burg „derer zu Haune“ angeboten haben. Aus diesem Bauvorhaben sei später die katholische Kirche entstanden. In Wahrheit stand allerdings bereits im 14. Jahrhundert eine Kirche im Burgbereich. Burghaun war Sitz des Justizamtes und später Amtsgerichtes Burghaun.
Am 1. Februar 1971 wurde im Zuge der Gebietsreform in Hessen die bis dahin selbständigen Gemeinde Gruben auf freiwilliger Basis eingemeindet. Am 31. Dezember 1971 erfolgte der freiwillige Zusammenschluss mit den Gemeinden Burghaun, Hünhan, Rothenkirchen und Steinbach zur erweiterten Gemeinde Burghaun. Am 1. August 1972 kam kraft Landesgesetz die am 1. Oktober 1971 durch den Zusammenschluss der Orte Großenmoor, Hechelmannskirchen, Langenschwarz und Schlotzau neu gebildete Gemeinde Kiebitzgrund hinzu. Für alle ehemals eigenständigen Gemeinden sowie für die Kerngemeinde wurden Ortsbezirke mit Ortsbeirat und Ortsvorsteher nach der Hessischen Gemeindeordnung gebildet.

## Bevölkerung

### Einwohnerstruktur 2011
Nach den Erhebungen des Zensus 2011 lebten am Stichtag, dem 9. Mai 2011, in Burghaun 6538 Einwohner. Darunter waren 113 (1,7 %) Ausländer, von denen 56 aus dem EU-Ausland, 37 aus anderen europäischen Ländern und 20 aus anderen Staaten kamen. (Bis zum Jahr 2020 erhöhte sich die Ausländerquote auf 4,8 %.) Nach dem Lebensalter waren 1188 Einwohner unter 18 Jahren, 2694 zwischen 18 und 49, 1346 zwischen 50 und 64 und 1305 Einwohner waren älter. Die Einwohner lebten in 2741 Haushalten. Davon waren 715 Singlehaushalte, 717 Paare ohne Kinder und 1047 Paare mit Kindern, sowie 228 Alleinerziehende und 34 Wohngemeinschaften. In 520 Haushalten lebten ausschließlich Senioren und in 1818 Haushaltungen lebten keine Senioren.

### Einwohnerentwicklung
- 1812: 144 Feuerstellen, 985 Seelen[13]

| Burghaun: Einwohnerzahlen von 1812 bis 2020 | Burghaun: Einwohnerzahlen von 1812 bis 2020 | Burghaun: Einwohnerzahlen von 1812 bis 2020 | Burghaun: Einwohnerzahlen von 1812 bis 2020 | Burghaun: Einwohnerzahlen von 1812 bis 2020 |
| --- | ------------------------------------------- | ------------------------------------------- | ------------------------------------------- | ------------------------------------------- |
| Jahr |                                             |                                             |                                             | Einwohner                                   |
| 1812 | 1812                                        |                                             | 985                                         | 985                                         |
| 1834 | 1834                                        |                                             | 1.438                                       | 1.438                                       |
| 1840 | 1840                                        |                                             | 1.474                                       | 1.474                                       |
| 1846 | 1846                                        |                                             | 1.364                                       | 1.364                                       |
| 1852 | 1852                                        |                                             | 1.327                                       | 1.327                                       |
| 1858 | 1858                                        |                                             | 1.340                                       | 1.340                                       |
| 1864 | 1864                                        |                                             | 1.397                                       | 1.397                                       |
| 1871 | 1871                                        |                                             | 1.149                                       | 1.149                                       |
| 1875 | 1875                                        |                                             | 1.139                                       | 1.139                                       |
| 1885 | 1885                                        |                                             | 1.187                                       | 1.187                                       |
| 1895 | 1895                                        |                                             | 1.172                                       | 1.172                                       |
| 1905 | 1905                                        |                                             | 1.255                                       | 1.255                                       |
| 1910 | 1910                                        |                                             | 1.116                                       | 1.116                                       |
| 1925 | 1925                                        |                                             | 1.271                                       | 1.271                                       |
| 1939 | 1939                                        |                                             | 1.149                                       | 1.149                                       |
| 1946 | 1946                                        |                                             | 1.862                                       | 1.862                                       |
| 1950 | 1950                                        |                                             | 1.978                                       | 1.978                                       |
| 1961 | 1961                                        |                                             | 1.841                                       | 1.841                                       |
| 1967 | 1967                                        |                                             | 2.175                                       | 2.175                                       |
| 1970 | 1970                                        |                                             | 3.131                                       | 3.131                                       |
| 1975 | 1975                                        |                                             | 5.790                                       | 5.790                                       |
| 1980 | 1980                                        |                                             | 5.679                                       | 5.679                                       |
| 1985 | 1985                                        |                                             | 5.775                                       | 5.775                                       |
| 1990 | 1990                                        |                                             | 5.970                                       | 5.970                                       |
| 1995 | 1995                                        |                                             | 6.522                                       | 6.522                                       |
| 2000 | 2000                                        |                                             | 6.770                                       | 6.770                                       |
| 2005 | 2005                                        |                                             | 6.637                                       | 6.637                                       |
| 2010 | 2010                                        |                                             | 6.419                                       | 6.419                                       |
| 2011 | 2011                                        |                                             | 6.538                                       | 6.538                                       |
| 2015 | 2015                                        |                                             | 6.387                                       | 6.387                                       |
| 2020 | 2020                                        |                                             | 6.350                                       | 6.350                                       |
| Datenquelle: Historisches Gemeindeverzeichnis für Hessen: Die Bevölkerung der Gemeinden 1834 bis 1967. Wiesbaden: Hessisches Statistisches Landesamt, 1968. Weitere Quellen: ; Hessisches Statistisches Informationssystem; Zensus 2011 Die Zahlen nach 1970 enthalten die im Zuge der Gebietsreform in Hessen eingegliederten Orte. |                                             |                                             |                                             |                                             |

### Religionszugehörigkeit
| • 1885: | 0613 evangelische (= 51,64 %), 397 katholische (= 33,45 %), 176 jüdische (= 14,83 %) Einwohner, ein Christ mit anderer Konfession (= 0,08 %) |
| • 1961: | 1841 evangelische (= 57,14 %), 773 katholische (= 41,99 %) Einwohner                                                                         |
| • 1987: | 2984 evangelische (= 51,6 %), 2619 katholische (= 45,3 %), 182 sonstige (= 3,1 %) Einwohner                                                  |
| • 2011: | 2865 evangelische (= 43,8 %), 2701 katholische (= 41,3 %), 972 sonstige (= 14,9 %) Einwohner                                                 |

## Politik

### Gemeindevertretung
Die Kommunalwahl am 14. März 2021 lieferte folgendes Ergebnis, in Vergleich gesetzt zu früheren Kommunalwahlen:
| Sitzverteilung in der Gemeindevertretung 2021Insgesamt 31 Sitze - SPD: 11 - FDP: 5 - CDU: 15 | Parteien und Wählergemeinschaften | Parteien und Wählergemeinschaften           | % 2021 | Sitze 2021 | % 2016 | Sitze 2016 | % 2011 | Sitze 2011 | % 2006 | Sitze 2006 | % 2001 | Sitze 2001 |
| Sitzverteilung in der Gemeindevertretung 2021Insgesamt 31 Sitze - SPD: 11 - FDP: 5 - CDU: 15 | SPD                               | Sozialdemokratische Partei Deutschlands     | 36,4   | 11         | 38,6   | 12         | 43,7   | 14         | 36,3   | 11         | 42,3   | 13         |
| Sitzverteilung in der Gemeindevertretung 2021Insgesamt 31 Sitze - SPD: 11 - FDP: 5 - CDU: 15 | CDU                               | Christlich Demokratische Union Deutschlands | 47,9   | 15         | 48,4   | 15         | 36,0   | 11         | 44,0   | 14         | 39,3   | 12         |
| Sitzverteilung in der Gemeindevertretung 2021Insgesamt 31 Sitze - SPD: 11 - FDP: 5 - CDU: 15 | FDP                               | Freie Demokratische Partei                  | 15,7   | 5          | 13,0   | 4          | 10,3   | 3          | 10,3   | 3          | 7,8    | 3          |
| Sitzverteilung in der Gemeindevertretung 2021Insgesamt 31 Sitze - SPD: 11 - FDP: 5 - CDU: 15 | GRÜNE                             | Bündnis 90/Die Grünen                       | —      | —          | —      | —          | 10,0   | 3          | 4,8    | 2          | 3,5    | 1          |
| Sitzverteilung in der Gemeindevertretung 2021Insgesamt 31 Sitze - SPD: 11 - FDP: 5 - CDU: 15 | CWE                               | Christliche Wähler-Einheit                  | —      | —          | —      | —          | —      | —          | 4,6    | 1          | 7,2    | 2          |
| Sitzverteilung in der Gemeindevertretung 2021Insgesamt 31 Sitze - SPD: 11 - FDP: 5 - CDU: 15 | gesamt                            | gesamt                                      | 100,0  | 31         | 100,0  | 31         | 100,0  | 31         | 100,0  | 31         | 100,0  | 31         |
| Sitzverteilung in der Gemeindevertretung 2021Insgesamt 31 Sitze - SPD: 11 - FDP: 5 - CDU: 15 | Wahlbeteiligung in %              | Wahlbeteiligung in %                        | 59,4   | 59,4       | 59,3   | 59,3       | 58,1   | 58,1       | 54,5   | 54,5       | 60,9   | 60,9       |

### Bürgermeister
Nach der hessischen Kommunalverfassung wird der Bürgermeister für eine sechsjährige Amtszeit gewählt, seit dem Jahr 1993 in einer Direktwahl, und ist Vorsitzender des Gemeindevorstands, dem in der Gemeinde Burghaun neben dem Bürgermeister ehrenamtlich ein Erster Beigeordneter und sieben weitere Beigeordnete angehören. Bürgermeister ist seit dem 1. April 2021 Dieter Hornung (CDU). Er wurde als Nachfolger von Simon Sauerbier, der nach einer Amtszeit nicht wieder kandidiert hatte, am 1. November 2020 im ersten Wahlgang ohne Gegenkandidaten bei 43,20 Prozent Wahlbeteiligung mit 80,66 Prozent der Stimmen gewählt.
Amtszeiten der Bürgermeister
- 2021–2027 Dieter Hornung (CDU)[20]
- 2015–2021 Simon Sauerbier[21]
- 2002–2015 Alexander Hohmann (SPD) Zwar unterlag Hohmann bei der Bürgermeisterwahl am 29. Juni 2014 seinem Herausforderer Wolfgang Atzler (CDU), jedoch verstarb dieser am 25. Juli 2014 an den Folgen eines Motorradunfalls; so führte Hohmann von November 2014 bis März 2015 die Amtsgeschäfte weiter, bis nach einer neuen Direktwahl, bei der er selbst nicht mehr antrat, sein Nachfolger das Amt übernehmen konnte.[24]
- 1990–2002 Wolfgang Braun (SPD)
- 1984–1990 Dieter Schwarz (CDU)
- 1960–1984 Leo Palmowski (CWE)
- 1908–1930 Christian Adam Altstadt

### Ortsbeiräte
Für die Ortsteile Burghaun, Großenmoor, Gruben, Hechelmannskirchen, Hünhan, Langenschwarz, Rothenkirchen, Schlotzau und Steinbach bestehen Ortsbezirke nach Maßgabe der §§ 81 und 82 HGO und des Kommunalwahlgesetzes in der jeweils gültigen Fassung. Der Ortsbeirat des Ortsbezirks wird im Rahmen der Kommunalwahlen gewählt und bestimmt aus seiner Mitte den/die Ortsvorsteher/in. Die Ortsbezirksgrenzen entsprechen den Gemarkungen der eingegliederten ehemaligen Gemeinden.
Der Ortsbeirat Burghaun besteht aus neun Mitgliedern. Bei den Kommunalwahlen in Hessen 2021 betrug die Wahlbeteiligung zum Ortsbeirat 50,34 %. Es erhielten die CDU mit 41,59 % vier Sitze, die SPD mit 45,90 % vier Sitze und die FDP mit 12,51 % einen Sitz. Der Ortsbeirat wählte Michael Bätza (SPD) zum Ortsvorsteher.

### Paten- und Partnerschaften
- 2014 ist aus der innerdeutschen Freundschaft zum nordsächsischen Doberschütz eine Gemeindepartnerschaft geworden, die in der unkonventionellen Hilfe der Hünhaner Chorgemeinschaft gegenüber dem Männerchor Lyra des Doberschützer Ortsteils Mörtitz während der Jahrhundertflut 2002 ihren Anfang nahm.[27]
- 1980 wurde auf der 700-Jahr-Feier in Burghaun die Jumelage mit der französischen Gemeinde Mertzwiller im Elsass besiegelt.
- 1962 wurde die Patenschaft für die vertriebenen Sudetendeutschen aus der Gemeinde Augezd im Landkreis Sternberg (Mähren) übernommen.

### Wappen und Flagge
Wappenbeschreibung
| Wappen von Burghaun | Blasonierung: „In Gold ein steigender schwarzer Widder mit ausgeschlagener roter Zunge unter grünem Schildhaupt und durchgehender grüner linker Flanke, die mit einer silbernen rechtsgerichteten Sense belegt sind.“ |
| Wappen von Burghaun | Das Wappen wurde am 23. Juni 1965 durch den Hessischen Minister des Inneren genehmigt. Nach dem Zusammenschluss von Burghaun und drei Nachbargemeinden zur neuen Gemeinde Burghaun wurde dieses Wappen in unveränderter Form am 16. März 1973 neu genehmigt. Gestaltet wurde es von dem Bad Nauheimer Heraldiker Heinz Ritt. |

Flaggenbeschreibung
Die Flagge zeigt zwei gold-grün gedrittelte Bahnen in verwechselten Farben, belegt mit dem Ortswappen.

## Kultur und Sehenswürdigkeiten

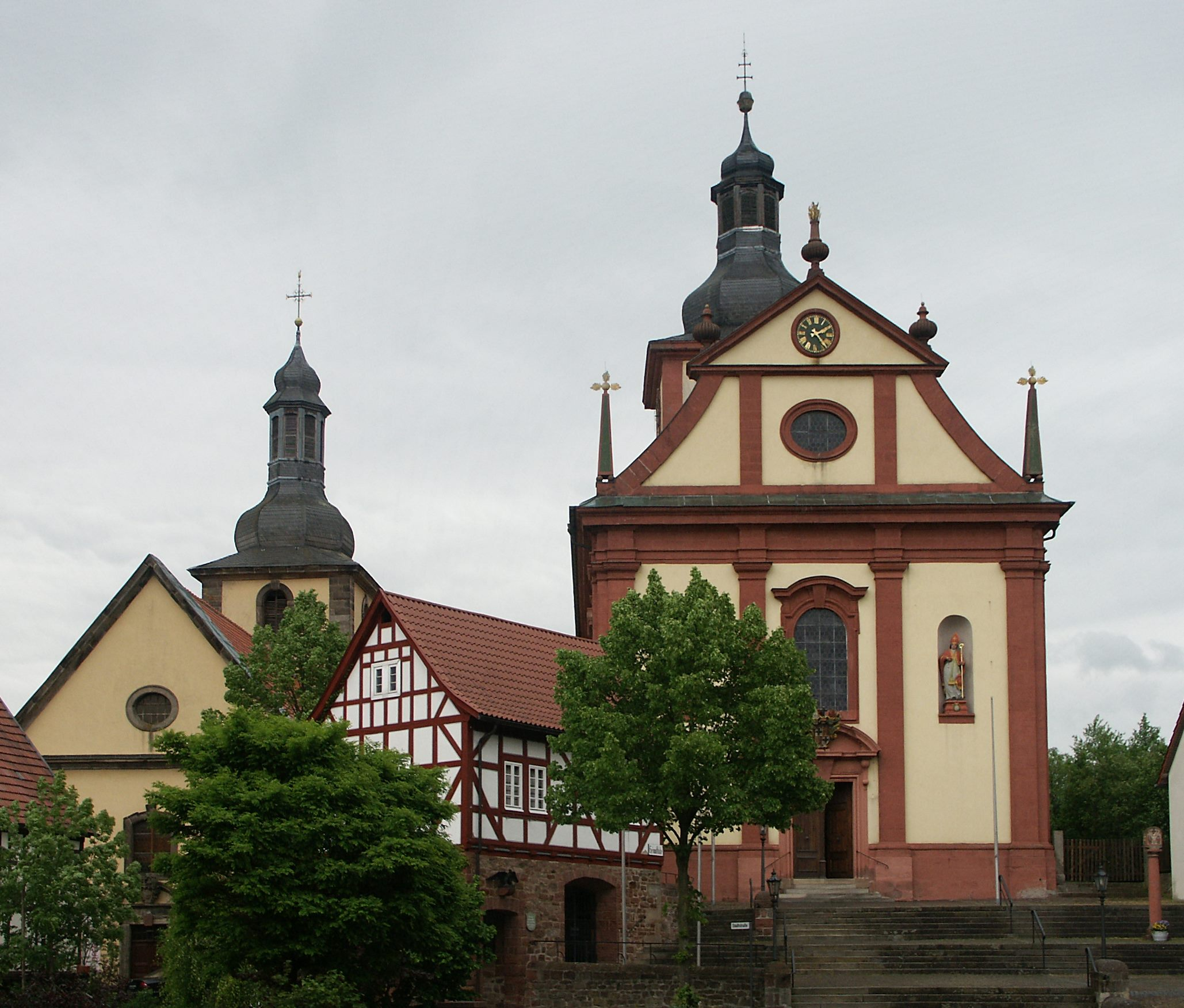
Re. Mariä Himmelfahrt, li. ev. Kirche, davor das Torhaus

### Bauwerke
- Das Torhaus entstand um 1400 und ist das älteste Gebäude des Ortes. Es bildete den einzigen Zugang zur Stadt, die von einer Mauer umgeben war.
- Barocke Kirchen
  - Die katholische Kirche Mariä Himmelfahrt entstand 1714 auf den Mauern der alten Burg Haune, Stammsitz der Herren von Haune, die 1628 mit dem Tod von Ludwig von Haune ausstarben. Die Kirche enthält eine Orgel aus der Werkstatt der Gebrüder Euler von 1888, die im Jahre 2007 von Orgelbau Waltershausen restauriert wurde.[29]
  - Die evangelische Christuskirche von 1728 enthält den Altarraum säumende Grabsteine der Herren von Haune.
- Schloss und Herrenhaus (um 1620) sind heute Sitz der Gemeindeverwaltung und bilden zusammen mit dem Schlosshof eine schöne Kulisse für örtliche Ereignisse. Im Herrenhaus war bis 2011 das Heimatmuseum untergebracht.
- Das Haus Hölzerkopf, erbaut 1845, mit Eiskeller, ist heute Sitz des Burghauner Heimatmuseums, in dem u. a. eine Replik des Keltenschwerts des „Kriegers von Burghaun“ ausgestellt ist.
- Das Jagdschloss Burghaun, erbaut 1744, ist heute Sitz des Forstamtes.[30]

### Jüdischer Friedhof
Der 9386 m² große jüdische Friedhof in Burghaun mit 705 Grabsteinen liegt am südlichen Ende der Ringstraße. Er wurde von 1690 bis 1941 auch für die umliegenden Gemeinden (Hünfeld, Mackenzell, Rothenkirchen, Steinbach) als Verbandsfriedhof genutzt. Um 1900 hatte Burghaun die zweitgrößte jüdische Gemeinde im Altkreis Hünfeld mit 189 Seelen bei insgesamt 1174 Einwohnern.
- Siehe auch: Jüdischer Friedhof (Burghaun) und Synagoge (Burghaun)

## Wirtschaft und Infrastruktur

### Verkehr

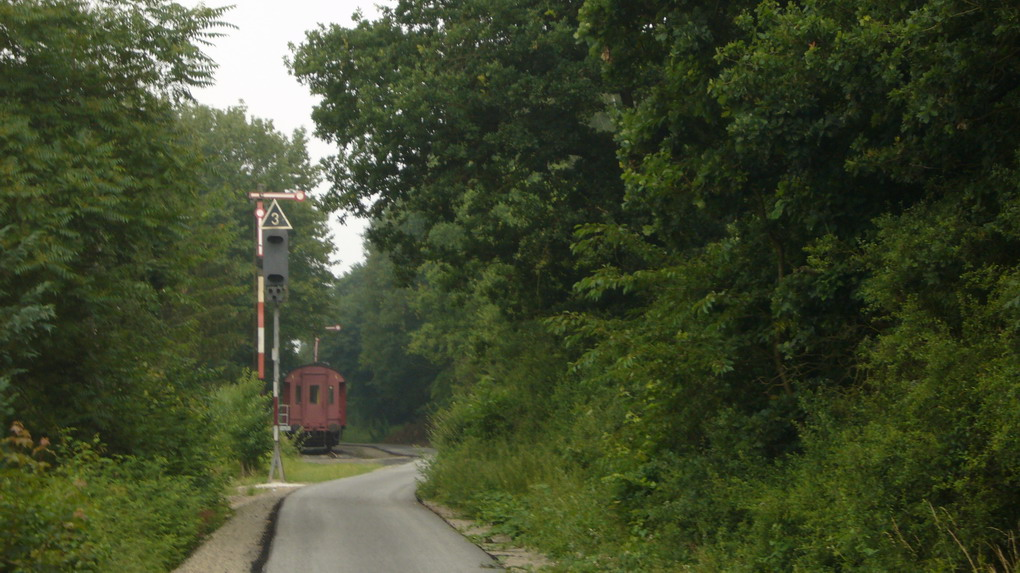
Der Kegelspiel-Radweg beim früheren Bahnhof Burghaun Ost

An das überregionale Straßennetz ist die Gemeinde durch die Bundesstraßen B 27 und B 84 angeschlossen, die durch die Gemeinde führen.
Im Schienenverkehr hat Burghaun einen Bahnhof an der Bahnstrecke Frankfurt–Göttingen.
| Linie | Verlauf | Takt   |
| ----- | --- | ------ |
| RB5   | Kassel Hbf – Kassel-Wilhelmshöhe – Guxhagen – Melsungen – Malsfeld – Malsfeld-Beiseförth – Altmorschen – Heinebach – Rotenburg an der Fulda – Lispenhausen – Bebra – Ludwigsau-Friedlos – Bad Hersfeld – Haunetal-Neukirchen – Burghaun – Hünfeld – Fulda Stand: Fahrplanwechsel Dezember 2021 | 60 min |

Von 1. Dezember 1906 bis 28. Mai 1972 hatte die Gemeinde einen weiteren Bahnhof, Burghaun Ost an der Bahnstrecke Hünfeld–Wenigentaft-Mansbach. Auf der Trasse, die im Gemeindegebiet über den Klausmarbacher Viadukt führt, verläuft seit 2007 der 27 km lange Kegelspiel-Radweg.
Der Öffentliche Nahverkehr wird durch den Rhein-Main-Verkehrsverbund (RMV) gewährleistet. Die Buslinien werden von der Überlandwerk Fulda AG (VGF, Verkehrsgesellschaft Fulda Bus GmbH) betrieben. Zwei Buslinien stellen vor allem die Verbindung mit Eiterfeld und Hünfeld her.
Das Segelfluggelände Plätzer liegt etwa 2 km nordöstlich des Zentrums.

### Bildung
In Burghaun gab es im alten Ortskern eine Volksschule. Deren Gebäude wurde später zu einer Asylbewerberunterkunft umfunktioniert. Um das Jahr 2004 wurde das Gebäude der alten Volksschule von im Ort ansässigen Vereinen mit Unterstützung der Gemeinde saniert und dient nun als „Haus der Vereine“ so manchem Verein als neuer Übungs- und Vereinsraum. Direkt daneben liegt der Kindergarten der politischen Gemeinde, der Evangelische Kindergarten befindet sich in direkter Nachbarschaft zum Schlossgarten. Die Burghauner Grundschule, die mittlerweile Ritter-von-Haune-Grundschule heißt, ersetzte die Volksschule in den 1970er Jahren. Daneben gibt es im Ortsteil Steinbach mit der Matthäus-Schule eine weitere Grundschule. Weiterführende Schulen gibt es in der Gemeinde Burghaun nicht; Schüler der 5. und höheren Klassen besuchen zumeist in Hünfeld, zum Teil auch in Fulda, Eiterfeld und Bad Hersfeld, die höheren Schulformen.

## Söhne und Töchter von Burghaun
- Wolf Christoph Schenk zu Schweinsberg (* 26. September 1653; † 3. September 1717), Gutsbesitzer, Generalleutnant und Erbschenk in Hessen
- Anschel Stern (* 1820 in Steinbach; † 11. März 1888), Rabbiner und Pädagoge
- Henry Lomb (* 24. November 1828; † 13. Juni 1908), deutsch-amerikanischer Optiker, Mitbegründer von Bausch & Lomb
- Theodor Kretschmer (* 26. November 1901; † 5. Dezember 1986), Generalmajor der Wehrmacht
- Josef Weber (* 5. August 1935), Polizeibeamter, Politiker (CDU) und Landtagsabgeordneter in Hessen
- Rolf Kemler (* 13. Februar 1945), Entwicklungsbiologe, Direktor am Max-Planck-Institut für Immunbiologie
- Ludwig Burkardt (* 15. Juli 1946; † 30. Mai 2015), Politiker (CDU), Stadtdirektor in Goslar, Landtagsabgeordneter in Brandenburg

## Filme
- Tourismusmagazin Rhön im Juli 2019 – Burghaun. Videoreportage, 13:12 Min., TV Mainfranken, ausgestrahlt am 9. Juli 2019 (Online).